# کیک لایه‌ای (فیلم)
کیک لایه‌ای  (انگلیسی: Layer Cake (film)) فیلمی در ژانر جنایی و سرقت به کارگردانی متیو وان است که در سال ۲۰۰۴ منتشر شد.

## بازیگران
- دنیل کریگ
- کالم مینی
- سینا میلر
- مایکل گمبون
- تام هاردی
- سالی هاوکینز
- بن ویشاو
- بورن گورمن
- فرانسیس مگی
- جیسون فلمینگ
- جورج هریس
- جیمی فورمن
- لوئیس امریک